# Симаховка
Симаховка (Дубровка), Ильиновка, Небывалица — реки в Тверской области России. В нижнем течении Симаховка называется Дубровкой. Дубровка впадает в Ильиновку (выше по течению Казачка), Ильиновка в Небывалицу, а Небывалица в Синюю
Устье Небывалицы находится в 11 км по правому берегу реки Синей. Длина Небывалицы-Ильиновки-Дубровки-Симаховки составляет 16 км, площадь водосборного бассейна Небывалицы — 74,2 км².
Протекают по территории Зубцовского района. На Дубровке стоят деревни Мякотино, Денежное и Юрьевское Погорельского сельского поселения, на Небывалице Раково и Акулино того же поселения.

## Данные водного реестра и каталога географических названий
По данным государственного водного реестра России Симаховка является притоком Синей, в 3,2 км от устья слева в Симаховку (на карте Небывалица) впадает Казачка (на карте Ильиновка). Такие же данные (не согласующиеся с картой) приведены в Государственном каталоге географических названий. В каталоге есть также Небывалица, про которую указано, что она является правым притоком Симаховки(Дубровки).
По данным государственного водного реестра России:
- относится к Верхневолжскому бассейновому округу
- бассейн реки — (Верхняя) Волга до Куйбышевского водохранилища (без бассейна Оки)]
- подбассейн реки — бассейны притоков (Верхней) Волги до Рыбинского водохранилища
- водохозяйственный участок реки — Волга от города Зубцов до города Тверь, без реки Тверца
- код водного объекта — 08010100612110000001569